# Fletcher FU-24
Die Fletcher FU-24 (heute PAC Fletcher) ist ein Agrarflugzeug des amerikanischen Herstellers Fletcher. Sie wird mit entsprechenden Umrüstsätzen auch als Fracht-, Passagier- und Absetzflugzeug eingesetzt.

## Geschichte
Die Maschine ähnelt der Fletcher FD-25 und wurde 1954 von John Thorpe bei Fletcher als Agrarflugzeug für den Einsatz in Neuseeland konstruiert. Der Erstflug erfolgte am 14. Juni 1954 und die Zulassung am 22. Juli 1955. Nach nur elf Stück der einsitzigen FU-24 und sechs zweisitzigen FU-24A wurde die Produktion 1964 nach Neuseeland ausgelagert, wobei die Maschinen auch als Bausätze ausgeliefert wurden. Die Produktionsrechte wurden später von verschiedenen Firmen erworben, so 1964 von der Firma Air Parts, 1972 NZ Aerospace und ab 1982 Pacific Aerospace. Einige der Maschinen wurden auch mit Lycoming- oder Continental-Motoren mit einer Leistung von 165 bis 295 kW ausgerüstet. Ab 1970 wurden auch sechs Prototypen mit Propellerturbinen (PT6A bzw. TPE 331) getestet, nach deren erfolgreichen Erprobung viele Kolbenmotormaschinen umgerüstet wurden. Als PAC Cresco wird eine modernisierte Version mit einer Lycoming LTP-101 Turbine produziert.

## Varianten
- FU-24 : Einsitziges Agrarflugzeug
- FU-24A Utility : Sechssitziges Mehrzweckflugzeug.
- FU-24-950 : Zweisitziges Agrarflugzeug
- FU-24-954 : Verbesserte Version.
- Pegasus 1 : Militärische Version, entwickelt von Frontier Aerospace, in Long Beach, Kalifornien

## Technische Daten
| Kenngröße             | Daten                                                                          |
| --------------------- | ------------------------------------------------------------------------------ |
| Besatzung             | 1                                                                              |
| Passagiere            | bis 5                                                                          |
| Länge                 | 9,70 m                                                                         |
| Spannweite            | 12,81 m                                                                        |
| Höhe                  | 2,84 m                                                                         |
| Flügelfläche          | 27,3 m²                                                                        |
| Flügelstreckung       | 6,0                                                                            |
| Nutzlast              | 1210 l oder 500 kg                                                             |
| Leermasse             | 1188 kg                                                                        |
| max. Startmasse       | 2465 kg                                                                        |
| Reisegeschwindigkeit  | 210 km/h                                                                       |
| Höchstgeschwindigkeit | 233 km/h                                                                       |
| Dienstgipfelhöhe      | 4850 m                                                                         |
| Reichweite            | 710 km                                                                         |
| Triebwerke            | ein Achtzylinder-Boxermotor Lycoming IO-720-A1A, 300 kW oder PT6A-34AG, 560 kW |